# Du vars gudahjärta blödde
Du vars gudahjärta blödde är en psalm med text skriven av Johan Olof Wallin.

## Publicerad i
- 1819 års psalmbok som nr 351 under rubriken "För ett ungt fruntimmer".[1]